# Фредерика (Делавер)
Фредерика (енгл. Frederica) град је у Округу Кент у америчкој савезној држави Делавер. По попису становништва из 2010. у њему је живело 774 становника

## Демографија
| Група             | 2000.       | 2010.       |
| Белци             | 437 (67,4%) | 491 (63,4%) |
| Афроамериканци    | 174 (26,9%) | 150 (19,4%) |
| Азијати           | 2 (0,3%)    | 7 (0,9%)    |
| Хиспаноамериканци | 21 (3,2%)   | 98 (12,7%)  |
| Укупно            | 648         | 774         |